# Santa María del Rosario (Guanajuato)
Santa María del Rosario es una localidad del estado mexicano de Guanajuato. Es parte del municipio de Apaseo el Alto.

## Demografía
| Censo | Población |
| ----- | --------- |
| 2005  | 4         |
| 2010  | 12        |
| 2020  | 10        |